# グッドネーバーズ・ジャパン
特定非営利活動法人 グッドネーバーズ・ジャパン（英文名称：Good Neighbors Japan）は、世界40カ国以上で子供教育支援、人道・開発援助、緊急支援活動を行っている、国際組織グッドネーバーズ・インターナショナルの一員である。グッドネーバーズは、自然災害、飢餓、紛争などで傷つき苦しんでいる世界中の人たちの緊急支援と開発を目的に、1991年3月に韓国で設立、本部をアメリカ合衆国に置く。日本法人であるグッドネーバーズ・ジャパンは、2004年に日本事務局を大阪で開設、2007年には東京へ事務局を移転。2013年に「認定NPO法人」として東京都から認可を受けている。

## 概要
グッドネーバーズ・ジャパンは、アジア・アフリカでは教育や水、医療などの支援、日本国内ではひとり親世帯を対象とした食料支援を行っている。 
ミッション
国内外のパートナーと共に、貧困及び差別の原因や災害・紛争による脅威を取り除く
ビジョン
子どもの笑顔にあふれ、誰もが人間らしく生きられる社会
バリュー
・小さき声への共感力：最も困難な状況にある人々の声を聞き、寄り添う。
・透明性と誠実さ：被支援者、支援者、パートナーとの信頼関係を重視し、活動の透明性を保ち、説明責任を果たす。
・学びと成長：子どもを取り巻く環境を改善するプロフェッショナル集団として、社会に対して能動的に関わり、常に学び、成長する。
・地球の一員：人は皆平等で、地球の一員である。互いを尊重し、敬意を払い、協力する。

## 活動内容
グッドネーバーズ・インターナショナルの支援国は世界に40カ国以上あるが、グッドネーバーズ・ジャパンとしてはアジア・アフリカの6～10カ国（カンボジア・ネパール・バングラデシュ・エチオピア・チャド・モザンビーク・その他）において、主に子どもの環境改善を目的としたコミュニティ開発事業、および人道支援事業を実施している。国内では、国内の子どもの貧困対策事業としてのフードバンク事業など。
海外子どもスポンサー（チャイルド・スポンサーシップ）や国内子どもスポンサープログラムによる寄付金や、助成金を元に活動している。

### 海外事業
教育支援
学校や図書館の建設・運営のほか、補習授業や情操教育、教師対象の研修など教育の質を高めるための活動。また、成人識字教育も行っている。
保健・医療支援
医療センター、モバイルクリニック、健康診断やワクチン、未就学児童のデイケアセンター運営、給食の提供など。
水・衛生支援
井戸やトイレ建設、浄水器の配布、これらの使用・管理方法の指導や衛生教育を実施。
収入向上支援
農業技術、漁業、畜産に必要な技術研修により、生産性を高め所得の向上を目指す。また、青少年・成人の就労・起業の可能性を広げるため、コンピューター、英語、裁縫技術などの技能訓練も行っている。

### 日本国内事業
国内の子どもの貧困対策事業
国内のひとり親世帯で生活に困窮している家庭へ、無料で食品を提供する食品支援事業「グッドごはん」を実施（2017年から）
イベント・キャンペーン開催
国際協力イベントの実施・参加、報告会、 親子の国際理解を深めることを目的とした未就学児対象のおえかきコンテスト（2021年で終了）等

### 緊急支援活動
- 自然災害、飢餓、紛争などの被災者へ緊急支援活動及び開発援助活動。

## 商標
- グッドネーバーズ・ジャパン
- グッドごはん
- 子どもスポンサー

## 役員
- 会長：福井玲（東京大学名誉教授）
- 代表理事：小泉 智（グッドネーバーズ・ジャパン事務局長）
- 副代表理事：中間 恒輔（CBGM株式会社　執行役員）
- 理事：崔 玟鎬（グッドネーバーズGPC事務局長）
- 理事：松本 吉広（黒光商事株式会社代表取締役）
- 理事：染葉 圭一郎（コンプライアンス・コンサルタント）
- 理事：田丸 雅浩（危機管理コンサルタント）
- 監事：姜　恩和（目白大学教授）

## 歴史
- 1991年 - 有志8人により、グッドネーバーズ・インターナショナルを韓国で設立。
- 1996年 - 国際連合経済社会理事会（UN ECOSOC）から総合協議資格[3](General Consultative Status)を取得。
- 2004年 - 大阪事務局開設。グッドネーバーズ・ジャパンを特定非営利活動法人に登録。
- 2005年 - グッドネーバーズ・インターナショナルはアメリカ・ロサンゼルスに事務局開設。
- 2007年 - グッドネーバーズ・インターナショナルがミレニアム開発目標(MDGs)貢献賞受賞。グッドネーバーズ・ジャパン事務局が東京に移転。
- 2013年 - グッドネーバーズ・ジャパンが認定NPO法人に認定
- 2017年 - グッドネーバーズ・ジャパンが国内事業を開始
- 2020年 - 近畿拠点を開設　事業を開始
- 2023年 - 九州拠点を開設　事業を開始